# Arquitectura cholet

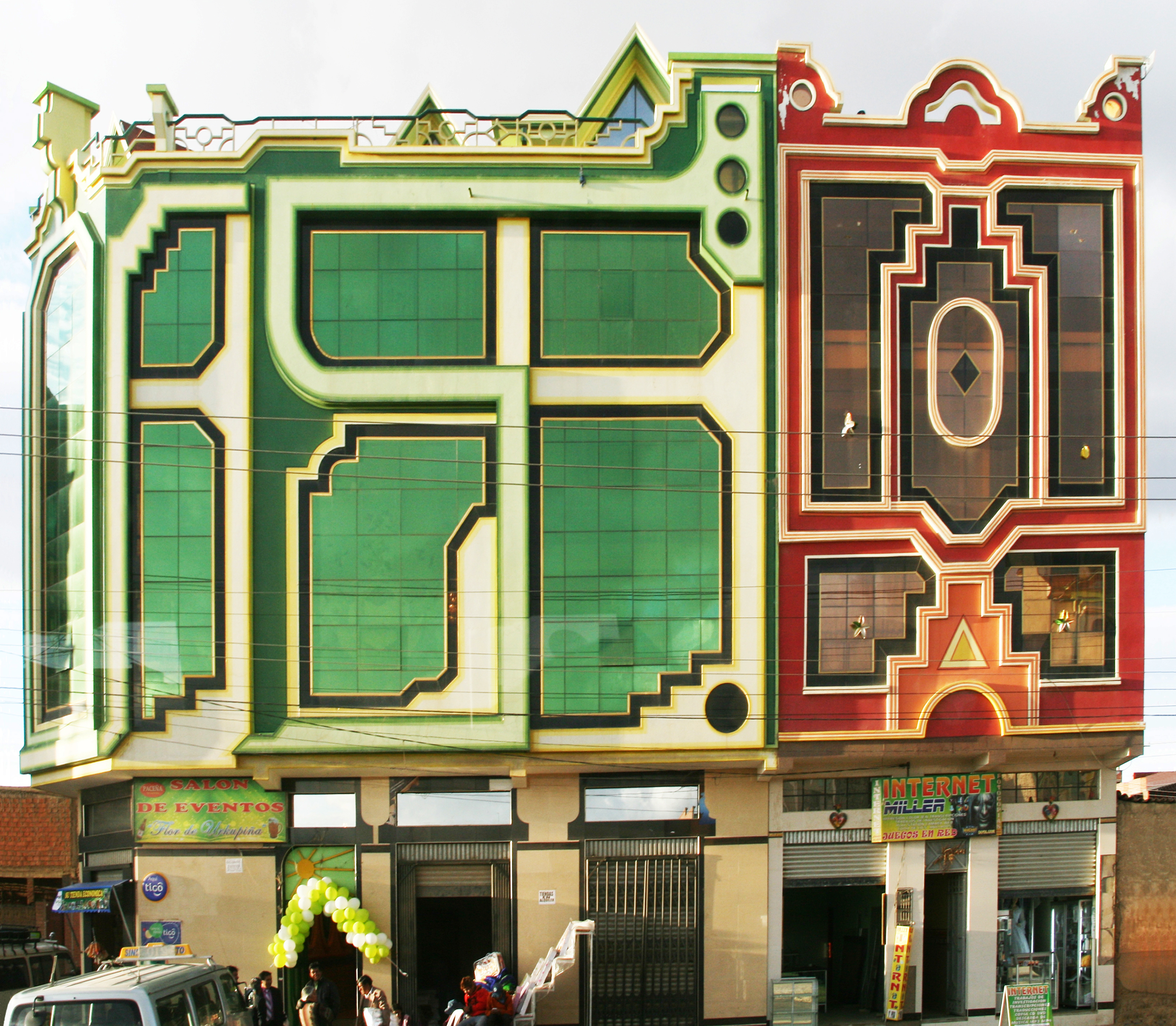
Cholet en El Alto.

Arquitectura cholet es la denominación que reciben los edificios pertenecientes al estilo de la arquitectura andina desarrollado en Bolivia. También recibe otras denominaciones, como nueva arquitectura andina o arquitectura cohetillo. El término fue originado por la combinación de las palabras "cholo" y chalet. Su representante más conocido es el arquitecto Freddy Mamani.

## Cultura
Estos edificios se han convertido con el paso del tiempo en un símbolo de identidad donde se busca realzar la cultura de los pueblos originarios mezclándola con conceptos contemporáneos. Los cholets suelen estar relacionados con la floreciente burguesía del pueblo aimara. Muchos aimaras han logrado prosperar gracias a los cambios sociopolíticos que ha experimentado Bolivia desde finales del siglo XX.
El cholet es generalmente habitado por el propietario del inmueble. Este tipo de construcción comenzó a aparecer en la zona norte de las ciudades de La Paz y Cochabamba, y se hizo particularmente frecuente en la ciudad de El Alto. Uno de los principales exponentes del cholet andino es el arquitecto Freddy Mamani.

## Arquitectura
Estas edificaciones suelen desarrollarse en altura, y con una ocupación total de los solares.

### Elementos decorativos
Gran parte de todos estos elementos se encuentran inspirados en la cultura tiahuanaco, donde se destacan elementos decorativos como aves, pumas y cóndores. Además, se combinan con diseños inspirados en la naturaleza como lo pueden ser: montañas, relámpagos y flores.

### Interior

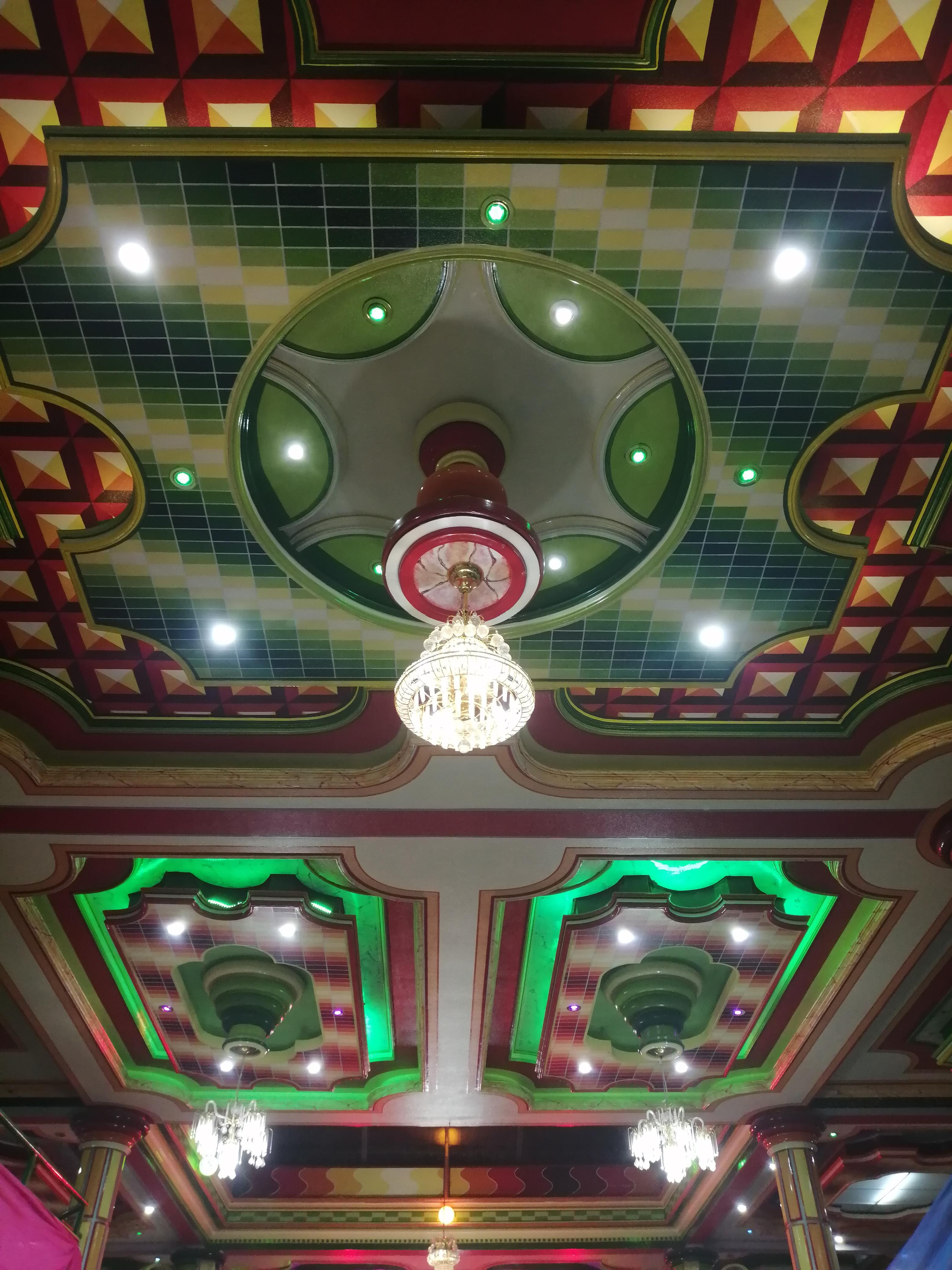
Cielo falso en una sala de eventos.

Su interior se encuentra distribuido mayoritariamente de la siguiente forma: 
1. Planta baja: Destinado para uso de locales comerciales.
2. Primera planta: Destinado para espacios de reuniones, eventos o sala de fiestas.
3. Siguientes plantas: Destinado para el alquiler de apartamentos.
4. Última planta: Destinado para la construcción del chalet.

### Exterior
Su exterior sigue un patrón geométrico cargado de simbología y significado, tales como aficiones, tradiciones y experiencias vividas de cada dueño. Tanto su interior como su exterior siguen una línea de color y expresividad llamativa lo que aporta a su pintoresca apariencia colorida y futurista.